# 이분설
기독교 신학과 인간론에서 이분설(bipartite)이란 인간은 2개의 명백한 구성요소로 되어있는데 하나는 물질이며 또 다른 하나는 불멸적인 것으로 몸과 영혼이다. 그것은 헬라개념과 동일하지 않다. 즉 헬라철학의 마음-정신의 이원론에서 인간의 두 요소는 의도적으로 충돌하고 정신은 몸의 감옥에서 벗어나기를 추구한다.
그러나 기독교에서는 2 요소는 상호 독립적이며 조화롭게 창조되었다고 한다. 비록 인간의 두 요소는 현재 부패되어 있지만 구속은 몸으로부터 떠나는 것이 아니라 몸에 속해있다. 성경은 이원론적(dualism) 구별보다는 히브리적 이원성을 가르치고 있다.

## 같이 보기
- 기독교 인류학
- 일원론
- 삼분설 (신학)